# Dobrovolný svazek obcí Region Orlické hory
Dobrovolný svazek obcí Region Orlické hory je svazek obcí (dle § 49 zákona č.128/2000 Sb. o obcích) v okresu Náchod a okresu Rychnov nad Kněžnou, jeho sídlem je Bačetín a jeho cílem je podpora hospodářsko-sociálního a kulturního rozvoje a obnovy venkova, rozvoj členských obcí svazku s cílem napomoci celkovému rozvoji a prosperitě mikroregionu a jeho obyvatel. Sdružuje celkem 23 obcí a byl založen v roce 1994.

## Obce sdružené v mikroregionu
- Bačetín
- Bartošovice v Orlických horách
- Bohdašín
- Borová
- Bystré
- Česká Čermná
- Deštné v Orlických horách
- Dobré
- Dobřany
- Chlístov
- Janov
- Kounov
- Nový Hrádek
- Ohnišov
- Olešnice v Orlických horách
- Orlické Záhoří
- Podbřezí
- Rokytnice v Orlických horách
- Říčky v Orlických horách
- Sedloňov
- Sněžné
- Val
- Zdobnice